# Григоровський Юрій Миколайович
Григоровський Юрій Миколайович (28 березня 1939) — радянський ватерполіст.
Срібний призер Олімпійських Ігор 1960, 1968 років.